# Industria Aeronautică Română
Uzinele „Industria Aeronautică Română”-Brașov (IAR), cunoscute și sub numele Întreprinderea Aeronautică Română, este o întreprindere de inginerie, construcție și întreținere a aeronavelor, din Brașov, România. 

## Istoric
IAR a fost fondată la 1 noiembrie 1925, ca societate pe acțiuni. La început acțiunile au aparținut uzinelor Blériot-Spad și Lorraine-Dietrich, fabricii Astra Arad (care a contribuit cu utilaje și personal de specialitate), precum și statului român (care a contribuit pe lângă terenul pentru construcția uzinelor și amenajarea unui aerodrom, și cu o sumă importantă de bani). În decurs de aproape un deceniu și jumătate, statul român a cumpărat acțiunile deținute de uzinele franceze, astfel că la 1 septembrie 1938 uzinele au devenit în întregime proprietate a statului român, devenind regie autonoma de stat.
Încă de la înființarea lor, uzinele IAR au avut o organizare deosebită, la nivelul industriilor aeronautice celor mai dezvoltate la acea vreme, cuprinzând de fapt două unități de fabricație distincte: o secție de celule (construcții de avioane) și o secție de motoare.
La uzinele IAR au fost construite multe tipuri de avioane cu motoarele respective, de concepție proprie sau în licență, de toate categoriile: de scoală și antrenament, de sport și turism aerian, de mare raid, precum și avioane militare de vânătoare, de asalt, de bombardament în picaj, de observație, de recunoaștere, de bombardament.
Prima comandă pentru nevoile aviației militare au constituit-o 30 de avioane Morane-Saulnier M.S.35, serie care a fost terminată în toamna anului 1928. Următoarea comandă a fost pentru 70 de aparate de tip Potez XXV de recunoaștere și bombardament. Cele două tipuri de aparate au fost construite în baza unor licențe de fabricație obținute de la uzinele franceze respective. 
Primul avion purtând denumirea IAR a ieșit pe porțile uzinei în anul 1930. Era prototipul unui avion de vânătoare IAR-11 CV (sau IAR-CV 11), realizat după proiectul inginerului Elie Carafoli în colaborare cu inginerul francez Lucien Virnoux. Formula constructivă adoptată, precum și calitățile sale de zbor îl plasau printre cele mai bune avioane din lume din categoria respectivă.
Dintre cele 21 de tipuri de avioane construite la IAR până la încheierea celui de-al Doilea Război Mondial, 15 tipuri au fost proiectate în cadrul uzinei. Dintre acestea s-au remarcat în mod deosebit prin performantele lor următoarele: IAR-16 cu care în 1935 s-a stabilit recordul național la înălțime (11.631 m), IAR-39, avion de cercetare; IAR-80, avion de vânătoare; IAR-81, avion de vânătoare-bombardament, precum și proiectul IAR-47, avion de recunoaștere.
În perioada 1927-1945, producția de avioane a uzinelor IAR a fost una dintre cele mai prestigioase din România. În afară de avioane și motoare de avion, la IAR s-au produs instalații și accesorii pentru armamentul de bord. Acestea sunt:
- lansatorul de bombe Barbieri, realizat în 1931 pentru avioanele Potez XXV; lansatorul era superior celor procurate din străinătate.
- turele de mitralieră Grosu pentru avioanele Potez XXV și Potez 54.
În timpul celui al Doilea Război Mondial fabrica de la Brașov a fost în mare parte distrusă, în urma bombardamentelor. După 1945, ce a mai rămas din fabrică a fost reabilitat, întrebuințându-se în industria construcției de tractoare. În august 1949, aceasta va deveni sediul Sovromtractorului.

## Modele de avioane
| Avion          | Motor                                    | Motor    | Caracteristici principale | Caracteristici principale | Caracteristici principale | Caracteristici principale | Caracteristici principale | Caracteristici principale | Caracteristici principale | Observații                                                        |
| Avion          | Tip                                      | Putere   | Anvergură                 | Lungime                   | Înălțime                  | Suprafață portantă        | Viteză maximă             | Plafon                    | Greutate totală           | Observații                                                        |
| Avion          | U.M.                                     | [ CP ]   | [m]                       | [m]                       | [m]                       | [m²]                      | [km/h]                    | [m]                       | [kg]                      | Observații                                                        |
| -------------- | ---------------------------------------- | -------- | ------------------------- | ------------------------- | ------------------------- | ------------------------- | ------------------------- | ------------------------- | ------------------------- | ----------------------------------------------------------------- |
| IAR-11 CV      | Lorraine Courlis 48-5 Hispano-Suiza 12Mc | 600 500  | 11,50                     | 6,98                      | 2,46                      | 19,80                     | 315 329                   | 10000                     | 1510                      | prototip                                                          |
| IAR-12         | Hispano-Suiza 12Mc                       | 500      | 11,50                     | 6,98                      | 2,46                      | 18,20                     | 330                       | 9300                      | 1510                      | prototip                                                          |
| IAR-13         | Hispano-Suiza 12Mc                       | 500      | 11,50                     | 6,98                      | 2,46                      | 18,20                     | 330                       | 9300                      | 1510                      | prototip                                                          |
| IAR-14         | IAR LD-450                               | 450      | 11,70                     | 7,52                      | 2,50                      | 20,30                     | 285                       | 8000                      | 1552                      | primul avion de vânătoare de concepție românească produs în serie |
| IAR-15         | Gnome-Rhône 9K                           | 600      | 11,00                     | 7,76                      | 1,82                      | 19,05                     | 330                       | 10000                     | 1707                      | prototip                                                          |
| IAR-16         | Bristol Mercury IVS.2                    | 500      | 11,00                     | 7,37                      | 2,80                      | 19,05                     | 341                       | 11000                     | 1707                      | prototip                                                          |
| IAR-21         | Walter NZ 120 Lorraine-Dietrich 5 Pc     | 120      | 12,00                     | 7,08                      | 2,45                      | 22,30                     | 190                       | 5700                      | 850                       | prototip                                                          |
| IAR-22         | IAR 4G1                                  | 130      | 11,53                     | 7,52                      | 2,20                      | 20,80                     | 193                       | 5200                      | 880                       | 1 + 1 (Irina Burnaia)                                             |
| IAR-23         | Hispano-Suiza 9Qa                        | 340      | 12,00                     | 8,35                      | 2,70                      | 22,30                     | 280                       | 4100                      | 1920                      | prototip                                                          |
| IAR-24         | Gnome-Rhône 7Kd                          | 350      | 12,00                     | 8,35                      | 2,70                      | 22,30                     | 280                       | 4500                      | 1950                      | prototip                                                          |
| IAR-27         | IAR 6G1                                  | 180      | 9,10                      | 7,41                      | 2,40                      | 18,00                     | 180                       | 5000                      | 948                       | prototip                                                          |
| IAR-37         | IAR 14K IIc 32                           | 870      | 12,22                     | 9,52                      | 4,09                      | 48,13                     | 335                       | 8000                      | 3435                      | serie                                                             |
| IAR-38         | BMW 132A                                 | 700      | 12,22                     | 9,52                      | 4,09                      | 48,13                     | 240                       | 7000                      | 3100                      | serie                                                             |
| IAR-39         | IAR 14K IIC 32 IAR 14K IVC 32 1000 A2    | 870 1025 | 13,10                     | 9,60                      | 3,99                      | 48,13                     | 330 336                   | 8000                      | 3085                      | serie                                                             |
| IAR-80, A B, C | IAR 14K IVC 32                           | 870      | 10,52 11,00               | 8,97                      | 3,52                      | 16,00 16,50               | 540                       | 10000                     | 2483 2870                 | serie                                                             |
| IAR-81 A, C    | IAR 14K IVC 32 1000 A1                   | 1000     | 10,52 11,00               | 8,97                      | 3,52                      | 16,00 16,50               | 560                       | 10000                     | 3100 3190                 | serie                                                             |

## Motoare
La IAR s-au fabricat pe lângă celule de avion si motoarele necesare. O parte din aceste motoare au fost fabricate sub licență, altele au fost fabricate din subansamble, iar altele au fost motoare dezvoltate în cadrul uzinei prin modificarea și îmbunătățirea unor motoare fabricate sub licență. 
| Motor | Tip | Model  | Racire | Variantă Constructiva | Caracteristici principale | Caracteristici principale | Caracteristici principale | Caracteristici principale | Caracteristici principale | Caracteristici principale | Caracteristici principale | Observații                                                 |
| Motor | Tip | Model  | Racire | Variantă Constructiva | Număr cilindri            | Alezaj                    | Cursă                     | Cilindree                 | Lungime Lățime Diametru   | Greutate                  | Putere                    | Observații                                                 |
| Motor | Tip | Model  | Racire | Variantă Constructiva |                           | [mm]                      | [mm]                      | [cm³]                     | [mm]                      | [kg]                      | [ CP ]                    | Observații                                                 |
| ----- | --- | ------ | ------ | --------------------- | ------------------------- | ------------------------- | ------------------------- | ------------------------- | ------------------------- | ------------------------- | ------------------------- | ---------------------------------------------------------- |
| IAR   | K14 | II C32 | Aer    | Radial                | 14                        | 146                       | 165                       | 38.72                     | 1,296                     | 540                       | 930                       | licență Gnome-Rhône Mistral Major 14K                      |
| IAR   | K7  |        | Aer    | Radial                | 7                         | 146                       | 165                       | 19,30                     |                           |                           | 370                       | varianta modificată a motorului Gnome-Rhône 7K Titan Major |
| IAR   | K9  |        | Aer    | Radial                | 9                         | 146                       | 165                       | 24.9                      |                           |                           | 640                       | varianta modificată a motorului Gnome-Rhône 9K Mistral     |
| IAR   | 4   | G1     | Aer    | Linie Inversat        | 4                         | 118                       | 140                       | 6.124                     | 1227/508/752              | 136                       | 122                       | Licență De Havilland Gipsy Major                           |
| IAR   | 6   | G1     | Aer    | Linie Inversat        | 6                         | 118                       | 140                       | 9.186                     | 1,578/485/823             | 213                       | 200                       | Licență De Havilland Gipsy Six                             |

## Avioane fabricate sub licență
La IAR s-au fabricat diferite avioane sub licență. Aceste licențe erau necesare din mai multe puncte de vedere. De exemplu, licența pentru avionul PZL P 11 era necesară la acel moment deoarece industria aeronautică mondial făcea trecerea de la construcția aeronavelor din lemn la construcția metalică. În acel moment, nimeni nu dorea sa vândă procedeul de construcție a avioanelor din metal. Astfel, singura soluție viabilă pentru uzina IAR era achiziționarea unei licențe pentru un avion construit din metal. Singurii care au fost de acord erau cei de la uzina poloneză PZL. Mai mult, uzina IAR a fost obligată sa treacă la construcții metalice de un ordin venit din partea Secretariatului Aerului si Marinei care stipula că aeronautica română nu va mai comanda avioane fabricate din lemn. Un alt exemplu este cel al fabricării în licență a avionului Messerschmitt Bf 109. Deoarece avionul IAR-80 era deja depășit tehnic, iar fabricile germane nu puteau livra României numărul convenit de avioane Messerschmitt Bf 109, s-a luat hotărârea ca acesta sa fie fabricat în România. Astfel România putea fabrica un avion modern și în cantitățile necesare înzestrării.
| Avion                 | Motor                            | Caracteristici principale | Caracteristici principale | Caracteristici principale | Caracteristici principale | Caracteristici principale | Caracteristici principale | Caracteristici principale | Observații                                                                                        |  |
| Avion                 | Motor                            | Anvergură                 | Lungime                   | Înălțime                  | Suprafață portantă        | Viteză maximă             | Plafon                    | Greutate totală           | Observații                                                                                        |  |
| Avion                 | Motor                            | [m]                       | [m]                       | [m]                       | [m²]                      | [km/h]                    | [m]                       | [kg]                      | Observații                                                                                        |  |
| --------------------- | -------------------------------- | ------------------------- | ------------------------- | ------------------------- | ------------------------- | ------------------------- | ------------------------- | ------------------------- | ------------------------------------------------------------------------------------------------- |  |
| Morane-Saulnier MS 35 | Le Rhône 9C (80 CP)              | 10,57 m                   | 6.77 m                    | 3,61 m                    | 18.00 m²                  | 135 km/h                  | 4600 m                    | 700 kg                    |                                                                                                   |  |
| Potez 25              | Lorraine Dietrich 12 Eb (478 CP) | 14.14 m                   | 9.2 m                     | 3.59 m                    | 51.4 m²                   | 214 km/h                  | 5,500 m                   | 2,558 kg                  |                                                                                                   |  |
| PZL P.11              | IAR K9 (640 CP)                  | 10.71 m                   | 7.55 m                    | 2.85 m                    | 17.9 m²                   | 390 km/h                  | 8,000 m                   | 1,800 kg                  |                                                                                                   |  |
| PZL P.24              | IAR K14 (870 CP)                 | 10.68 m                   | 7.81 m                    | 2.70 m                    | 17.90 m²                  | 430 km/h                  | 10,500 m                  | 2,000 kg                  |                                                                                                   |  |
| Messerschmitt Bf 109  | Daimler-Benz DB 605A (1,455 CP)  | 9.92 m                    | 9.02 m                    | 3.4 m                     | 16.05 m²                  | 660 km/h                  | 12,000 m                  | 3,400 kg                  | Messerschmitt Bf 109 G4, G6; care in nomenclatorul german figurau ca Ga4, Ga6 (a de la auslander) |  |
| S-79B                 | IAR-14K II c32 (870 CP)          | 21.2 m                    | 16.2 m                    | 4.1 m                     |                           | 415 km/h                  | 7700 m                    | 10000 kg                  | licență Italia                                                                                    |  |
| JIS-79B JRS-79B       | Junkers Jumo 211 Da (1200 CP)    | 21.2 m                    | 16.82 m                   | 4.1 m                     |                           | 431 km/h                  | 9500 m                    | 11525 kg                  | licență Italia                                                                                    |  |
| Fleet F-10G           | IAR 4-G1 (130 CP)                | 8,53 m                    | 7,29 m                    | 2,50 m                    | 18,00 m²                  | 185 km/h                  | 3000 m                    | 780 kg                    | licență SUA/Canada                                                                                |  |
| Nardi FN-305          | IAR 6-G1 (200 CP)                | 8,47 m                    | 7,13 m                    | 2,15 m                    | 12,00 m²                  | 300 km/h                  | 5000 m                    | 858 kg                    | licență Italia                                                                                    |  |

## Sfârșitul
Raidurile aviației americane asupra României în 1943-1944 au pus problema pentru autoritățile militare a dispersării uzinei aeronautice. Amânată între noiembrie 1942 – aprilie 1944 dispersarea IAR a devenit stringentă datorită bombardamentelor americane asupra uzinei din 16 aprilie și 6 mai 1944. Acestea au determinat finalizarea dispersării fabrici lor și a personalului. În aceste condiții, practic producția uzinei aeronautice a fost oprită timp de câteva luni. Fabrica de celule a fost dispersată la Caransebeș și Topleț, fabrica de motoare la Colibași și Ucea, iar fabrica de armament și accesorii la Câmpulung. 
Consecințele evenimentelor de la 23 august 1944 s-au repercutat și asupra IAR. Unitățile armatei sovietice au impus uzinei brașovene confiscarea materialului aeronautic importat din Germania și executarea de reparații autovehicule în contul articolului 10 din Convenția de Armistițiu încheiată la 12 septembrie 1944. Aceste abuzuri au produs pierderi financiare care însumau la nivelul anului 1946 peste o jumătate de miliard lei. 
Nota Subsecretariatului de Stat al Aerului nr. 1431/C secret din 30 septembrie 1944 indica reducerea producției aeronautice la contractul Messerchmitt 109G și Daimler Benz și profilarea întreprinderii pe reparații autovehicule.
Anularea contractelor aeronautice și insuficienta resurselor financiare rezultate din reparațiile de autocamioane au condus la propunerea uzinei de a trece la producția de tractoare. A fost aleasă în final licența tractorului Hanomag de 45 CP. Contractul nr. 034237 din 12 octombrie 1945 între Ministerul Agriculturii și Domeniilor, pe de o parte, și IAR, pe de altă parte, marca încetarea producției aeronautice. Manopera utilizată în 1947 la IAR pentru unele reparații aeronautice însuma 1,1% din totalul manoperei. Denumirea uzinei de R.A.I.A.R. Brașov a fost păstrată până în 1947 când a devenit Întreprinderea Metalurgică de Stat Brașov, iar de la 30 noiembrie 1948 Societatea sovieto – română pentru fabricarea și desfacerea tractoarelor.
În luna noiembrie a anului 1946 au fost terminate componentele a doua tractoare prototip. Acestea au fost montate în fostul sector de reparații ale motoarelor de avion Mercedes-Benz DB-605 și Junkers-Jumo 211 D, iar în dimineața zilei de 26 decembrie 1946 a ieșit pe ușa halei de montaj primul tractor românesc denumit IAR-22. Tractorul, în greutate de 3400 kg, cu roti metalice, având ghimpi de otel pe rotile din spate, era echipat cu un motor Diesel de 38 CP ce dezvolta o forță de tracțiune de 1225 kgf. Primele tractoare fabricate au fost apreciate la mitingurile de la Brașov și București cu ocazia zilei de 1 mai, lucru care a dus la creșterea rapida a producției. La data de 1 august 1948, în locul întreprinderii metalurgice s-a înființat Uzina Tractorul Brașov. Astfel, după 23 de ani, uzina IAR își încheia cariera de fabricant de aeronave. Avea sa revină la viata în 1968 sub denumirea de ICA, mai apoi revenind la numele inițial IAR.